# Eteroligosita tamaricis
Eteroligosita tamaricis är en stekelart som beskrevs av Gennaro Viggiani 1976. Eteroligosita tamaricis ingår i släktet Eteroligosita och familjen hårstrimsteklar.
Artens utbredningsområde är Israel. Inga underarter finns listade i Catalogue of Life.